# Wenzel Rosenauer
Wenzel Rosenauer (10. června 1824 Český Krumlov – 4. prosince 1874 České Budějovice) byl rakouský a český podnikatel a politik německé národnosti, v 2. polovině 19. století poslanec Říšské rady.

## Biografie
Pocházel z rodiny Josefa Rosenauera, stavitele Schwarzenberského plavebního kanálu. Absolvoval technická studia v Praze a Vídni a nastoupil do zemského stavebního úřadu. Později se dal na samostatné podnikání a převzal vedení grafitového dolu v jižních Čechách.
Profesí byl podnikatelem. Byl majitelem hutí. V roce 1874 se zmiňuje jako majitel bání v Mokré. Byl rovněž veřejně a politicky aktivní. Působil ve spolku veteránů v Českých Budějovicích. V letech 1863–1874 zastával funkci prvního starosty německého tělovýchovného spolku Turnverein. Byl mu udělen čestný titul hejtmana ostrostřeleckého spolku. Od roku 1865 byl členem obchodní a živnostenské komory v Budějovicích. Zasedal v obecním zastupitelstvu v Budějovicích a byl předsedou okresního zastupitelstva (okresní starosta) v Horní Plané.
V zemských volbách v roce 1861 usedl na Český zemský sněm za kurii venkovských obcí, obvod Český Krumlov, Chvalšiny, Planá. Zvolen byl jako nezávislý německý kandidát. Po krátké přestávce se do sněmu vrátil v zemských volbách v březnu 1867, nyní za kurii obchodních a živnostenských komor, obvod České Budějovice. Volba zpochybněna, předána k posouzení a pak potvrzena. Rezignoval před srpnem 1868. Do sněmu se vrátil ještě krátce po doplňovacích volbách v září 1871, nyní za městskou kurii, obvod Budějovice. Volba byla zpochybněna a zemský sněm předal v říjnu 1871 stížnost k prošetření na místodržitelství.
Zemský sněm ho v roce 1861 delegoval i do Říšské rady (tehdy ještě volené nepřímo) za kurii venkovských obcí. Kvůli nemoci nesložil slib. Opětovně byl do vídeňského parlamentu delegován i v roce 1867. V roce 1868 na mandát v Říšské radě rezignoval. Vrátil se sem v prvních přímých volbách do Říšské rady roku 1873, za kurii venkovských obcí, obvod Krumlov, Kaplice, Jindřichův Hradec atd. K roku 1873 se uvádí jako Wenzel Rosenauer, majitel dolů, bytem v Českých Budějovicích.
V parlamentu patřil k centralistům (Ústavní strana). Po volbách v roce 1873 se uvádí coby jeden z 67 členů staroliberálního Klubu levice, vedeného Eduardem Herbstem.
Zemřel po delší nemoci v prosinci 1874.